# IC 1027
IC 1027 је спирална галаксија у сазвјежђу Волар која се налази на листи објеката дубоког неба у Индекс каталогу.
Деклинација објекта је + 53° 57' 56" а ректасцензија 14h 29m 48,4s. Привидна величина (магнитуда) објекта IC 1027 износи 14,9 а фотографска магнитуда 15,7. IC 1027 је још познат и под ознакама UGC 9331, MCG 9-24-9, CGCG 273-8, NPM1G +54.0178, PGC 51796.